# دويتشه بوندسبان

تم استخدام شعار "DB-Keks" من دويتشه بوندسبان في الفترة من 10 أكتوبر 1946 إلى 31 ديسمبر 1993.

تشكلت دويتشه بوندسبان أو DB ( السكك الحديدية الفيدرالية الألمانية ) كخط سكة حديد تابع لجمهورية ألمانيا الاتحادية المنشأة حديثًا (FRG) في 7 سبتمبر 1949 كخليفة لـ دويتشه رايخسبان (DRG). بقيت بوندسبان هيئة السكك الحديدية لألمانيا الغربية حتى بعد إعادة توحيد ألمانيا، عندما تم دمجها مع هيئة السكك الحديدية السابقة في ألمانيا الشرقية دويتشه رايخ بان (DR) لتشكيل دويتشه بان إيه جي، التي جائت إلى حيز الوجود في 1 يناير عام 1994.

## خلفية

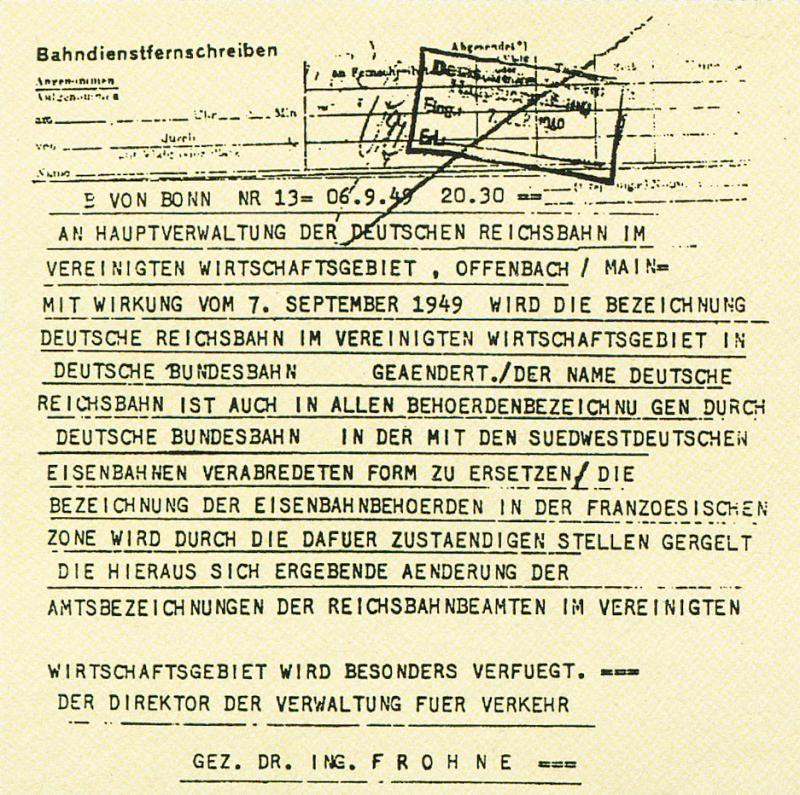
برقية تعلن عن تشكيل دويتشه بوندسبان

بعد الحرب العالمية الثانية، كانت كل من الحكومات العسكرية في مناطق الاحتلال المتحالفة في ألمانيا مسؤولة فعليًا عن السكك الحديدية الألمانية في مناطق ادارتها. في 10 أكتوبر 1946، شكلت السكك الحديدية في مناطق الاحتلال البريطانية والأمريكية " دويتشه ريشسبان إم فيرينيجن فيرتشافتسجيبت" (السكك الحديدية الإمبراطورية الألمانية في المنطقة الاقتصادية الموحدة)، بينما في 25 يونيو 1947، شكلت المحافظات الواقعة تحت الاحتلال الفرنسي " سودويست دويتشه آيزنبان" . بتشكيل جمهورية ألمانيا الاتحادية، تم لم شمل هذه الهيئات التي خلفت دويتشه رايخ بان بموجب قانون السكك الحديدية الفيدرالي (Bundesbahngesetz) الذي تم التصديق عليه في 13 ديسمبر 1951. وانضمت السكك الحديدية في سارلاند في 1 يناير 1957.

## 1949-1970

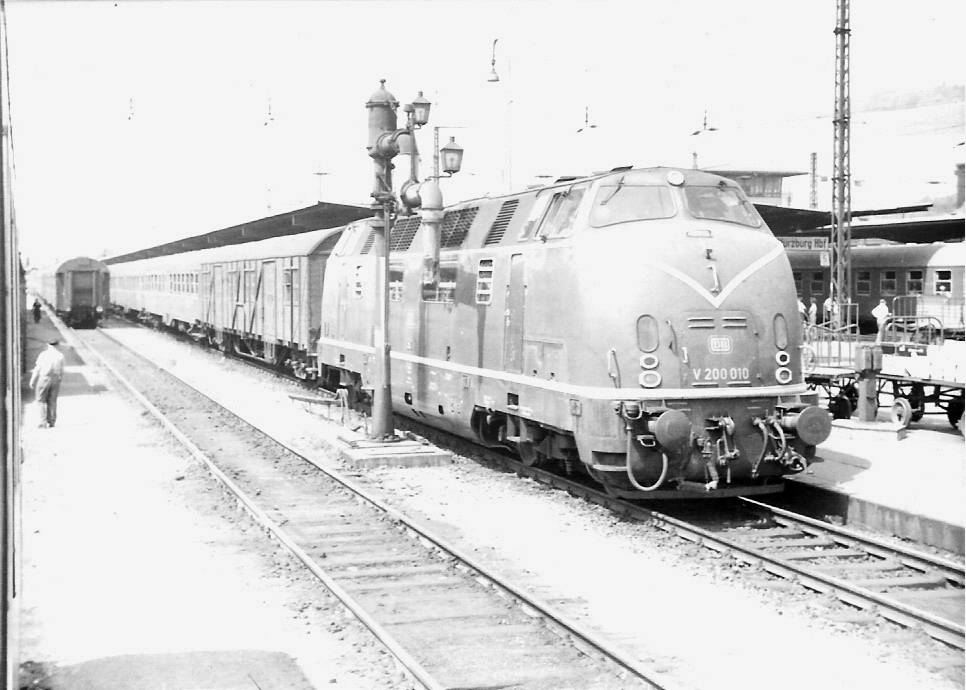
V200 رقم 010 قطار الركاب في ألمانيا الغربية، ج. 1961.

تمت في السنوات الأولى بعد نهاية الحرب العالمية الثانية إعادة بناء البنية التحتية المدمرة بشدة وتجديد القاطرات والمعدات. على عكس دويتشه رايخسبان في ألمانيا الشرقية ، لم تكن دويتشه رايخ بان خاضعة للتعويضات واستفادت من تدفق رأس المال من خلال خطة مارشال. خلال السنوات الأولى، تم بناء محركات بخارية جديدة ووضعها في الخدمة. آخر نوع قاطرة بخار كان الفئة 10، التي دخلت الخدمة في عام 1957. تم بناء وحدتين فقط من الفئة 10.

## 1970-1993

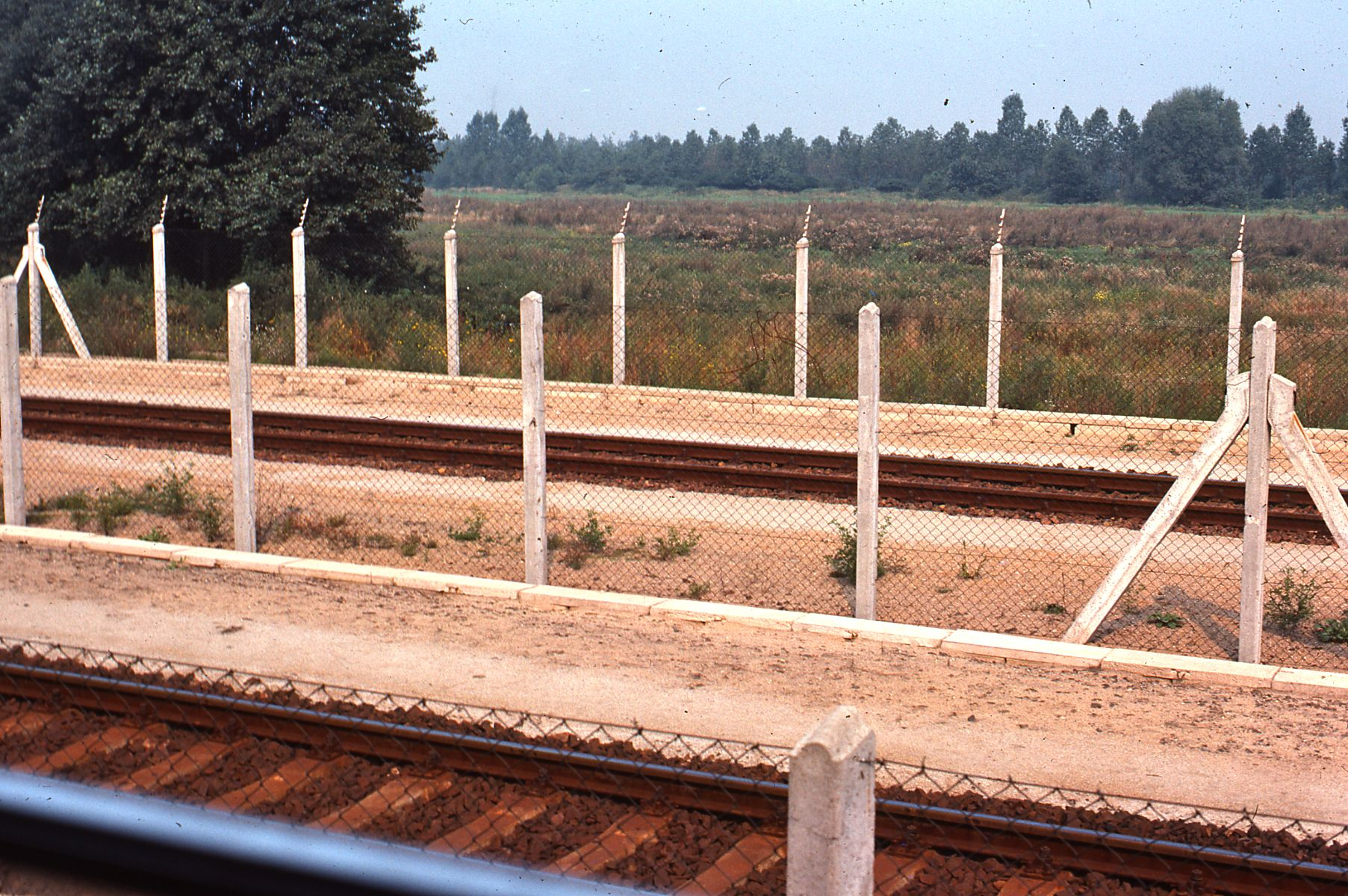
مرت قطارات ألمانية الغربية عبر ألمانيا الشرقية. يُظهر كيفية صنع الحواجز بالقرب من المسارات لإبعاد الناس.

## رؤساء
- هاينز ماريا أوفترنج، 13 مايو 1957 - 12 مايو 1972
- فولفغانغ فيرست، 13 مايو 1972 - 12 مايو 1982
- راينر جولكه، 13 مايو 1982 - 18 يونيو 1990
- هاينز دور، 1 يناير 1991 - 31 ديسمبر 1993 (بعد ذلك رئيس دويتشه بان إيه جي الذي تم تشكيله حديثًا).